# Musée de la magie

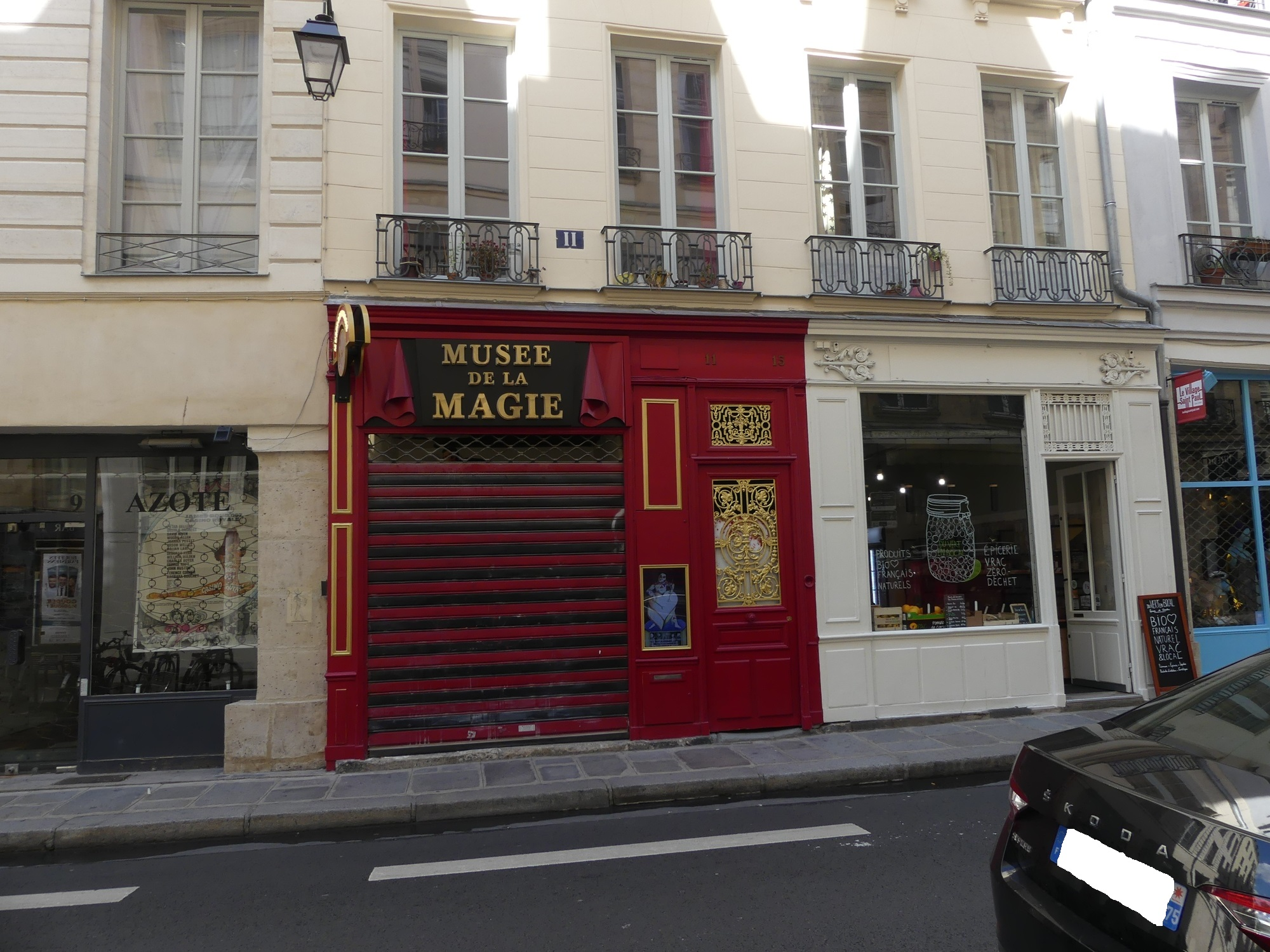
Musée de la Magie

Musée de la Magie – Musée des automates ist die Bezeichnung für ein Zaubermuseum, das der Zauberkünstler und -händler Georges Proust in Paris unterhält.

## Geschichte
1993 gründete der französische Zauberkünstler Georges Proust in einem Pariser Kellergewölbe unter seinem Zaubergeschäft ein Museum, in dem Zauberautomaten, optische Illusionen, interaktive Spiele und Zaubervorstellungen gezeigt werden. Die Aufgabe des Zaubermuseums besteht darin, zu zeigen, dass die Zauberei eine eigenständige Kunstform mit Vergangenheit, Geschichte und Techniken ist. In dem Bereich der Zauber-Automaten werden mehr als 100 Exponate präsentiert, vor allem auch Exponate von dem französischen Zauberkünstler Jean Eugène Robert-Houdin.